# Joan Moore
Joan Marie Moore (Filadélfia, 14 de agosto de 1954) é uma ex-ginasta estadunidense, que competiu em provas de ginástica artística.
Pierce fez parte da equipe estadunidense que disputou os Jogos Olímpicos de Munique, na Alemanha, nos quais obteve como melhor colocação a quarta posição por equipes. Além, ainda compôs a seleção que competiu no Campeonato de Liubliana e no Mundial de Varna, sem subir ao pódio. Após retirar-se das competições, passou a exercer o ofício de treinadora. Em 1994, fora introduzida no U.S Gymnastics Hall of Fame.